# Cerkiew św. Nykyty w Leżachowie

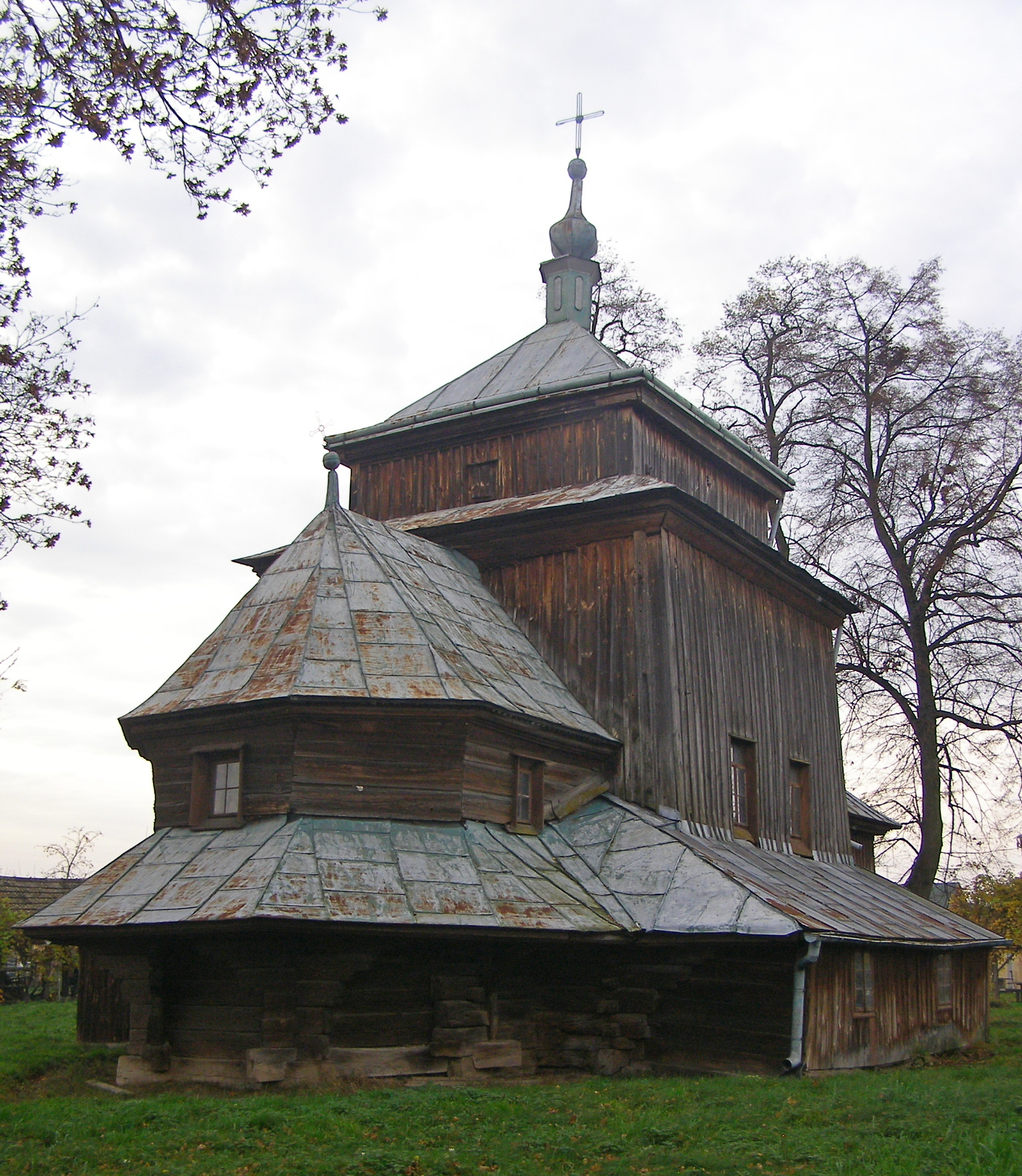
Elewacja frontowa od strony prezbiterium

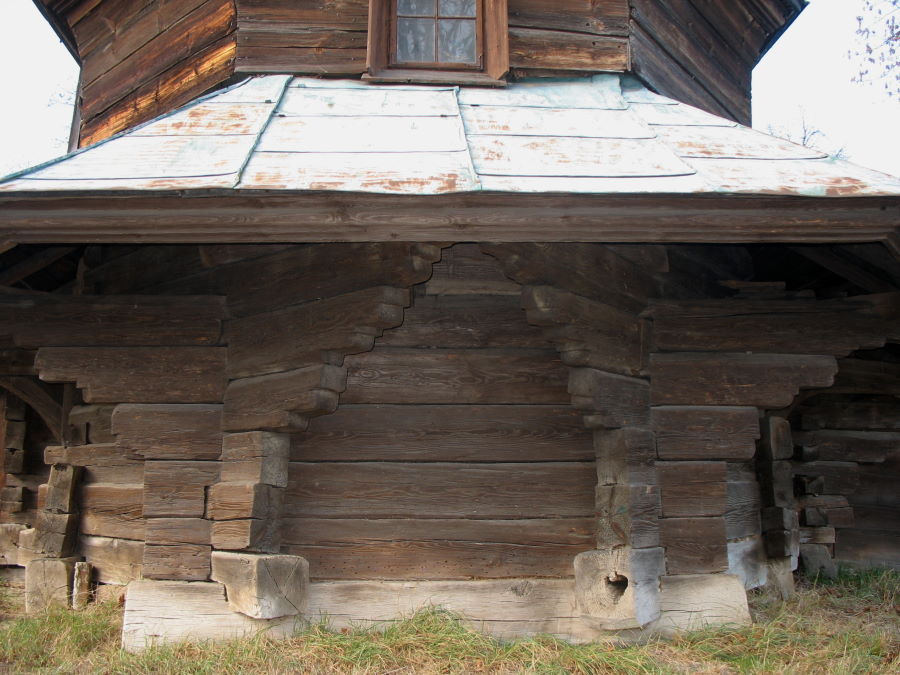
Widok od strony prezbiterium

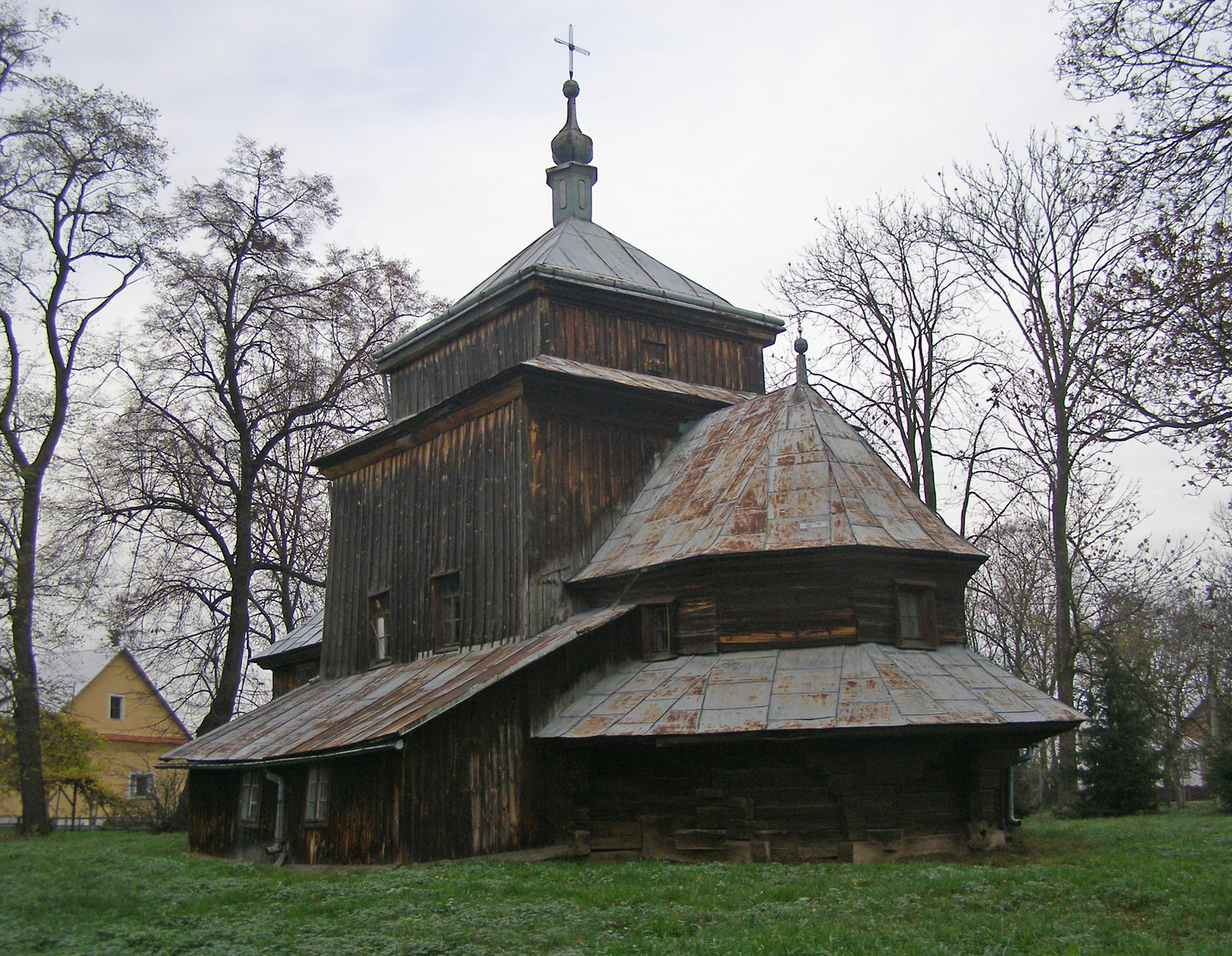
Widok ogólny

Cerkiew św. Nykyty w Leżachowie – drewniana parafialna, cerkiew greckokatolicka, znajdująca się w Leżachowie. W latach 1950–2002 użytkowana jako kościół filialny pw. Najświętszego Serca Pana Jezusa. Obecnie nieczynna, w stanie remontu.

## Historia
Cerkiew w Leżachowie istniała już jakiś czas przed 1515 rokiem (wzmiankowana po raz pierwszy w regestrach poborowych z 1515 roku).
12 lipca 1662 roku pop Michał Choronecki był wzmiankowany jako unita posługujący w cerkwiach w Leżachowie i Dybkowie, które należały do namiestnictwa (dekanatu) oleszyckiego.
Cerkiew ta została zniszczona w wyniku pożaru. W 1796 roku kosztem parocha Jana Chodaniewicza sprowadzono ponad stuletnią, drewnianą cerkiew z Czerniawki koło Hruszowa), która po dodaniu nowych elementów drewnianych została obudowana przez cieślę Szymona Dziobka z Borchowa.
Była to cerkiew parafialna należąca do dekanatu jarosławskiego. W 1858 roku była wizytacja kanoniczna eparchy Hrihorija Jahimowycza. Od 1918 roku należała do nowo utworzonego dekanatu Sieniawskiego. W 1830 roku parochia w Leżachowie posiadała 1021 wiernych (w tym: w Leżachowie - 687 i w Czercach 334). W 1905 roku było 1517 wiernych (w tym: w Leżachów - 909, Czerce – 608). W tym czasie kilkadziesiąt osób wyjechało do Ameryki. Parochia posiadała 10 morgi pola, była czytelnia „Proświty” z 30 członkami i gromadzka kasa pożyczkowa. W 1905 roku w Leżachowie było 100 rzymsko-katolików, a w Czercach 200. Żydów było 21 w Leżachowie i 10 w Czercach. Parochia pw. św. Nykyty w Leżachowie istniała do 1945 roku.
Następnie w 1950 roku cerkiew została zamieniona na rzymskokatolicki kościół filialny pw. Najświętszego Serca Pana Jezusa, parafii w Sieniawie. W 1970 roku cerkiew była remontowana. Gdy w 2002 roku w Leżachowie oddano do użytku nowy murowany kościół pw. Podwyższenia Krzyża Świętego, cerkiew jako obiekt zabytkowy jest nieczynna.
Cerkiew, konstrukcji zrębowej, otoczona sobotami, zbudowana jest na rzucie krzyża greckiego. Nad częścią centralną dach namiotowy, zwieńczony latarnią z cebulastym hełmem. W 1884 roku przed wejściem dobudowano kruchtę. Wewnątrz znajduje się zachowany ikonostas i malowidła ścienne.
W 2015 roku rozpoczęto prace badawcze i konserwatorsko-remontowe, podczas których ustalono, że budynek cerkwi pochodzi z 1684 roku.
| Parochowie Greckokatolickiej Parochii św. Nykyty w Leżachowie | Parochowie Greckokatolickiej Parochii św. Nykyty w Leżachowie | Parochowie Greckokatolickiej Parochii św. Nykyty w Leżachowie |
| ------------------------------------------------------------- | ------------------------------------------------------------- | --- |
|                                                               |                                                               | |
| Lata                                                          | Paroch                                                        | Uwagi biograficzne |
| 1662                                                          | o. Michał Choromański                                         | pop w Leżachowie i Dybkowie |
| 1764– ?                                                       | o. Teodor Wysoczański                                         | |
| 1795(?)–1830                                                  | o. Jan Chodaniewicz                                           | zmarł w wieku 75 lat, 4 marca 1830 r. w Leżachowie |
| 1830–1872                                                     | o. Mikołaj Ludkiewicz                                         | ur. 1800 r., wyświęcony w 1826 r., paroch w Gorzycach i Leżachowie, zmarł 3 sierpnia 1872 r. w Leżachowie                                                                                 |
| 1872–1911                                                     | o. Cyprian Dobrzański                                         | ur. 1845 r., wyświęcony w 1868 r., w 1869 r. wikariusz w Dobrej, w latach 1873-1911 paroch w Leżachowie, zmarł 27 kwietnia 1911 r. w Leżachowie                                           |
| 1911–1912                                                     | o. Julian Lewicki                                             | ur. 1885 r., wyświęcony w 1910 r., w latach 1911–1912 paroch w Leżachowie, w latach 1912–1920 paroch w Postołowie, od 1920 r. paroch w Ruskiej Wsi                                        |
| 1912–1926                                                     | o. Iwan Kliufas                                               | ur. 1877 r., wyświęcony w 1902 r., w latach 1903–1905 wikariusz w Samborze, w latach 1906–1912 paroch w Postołowie, w latach 1913–1927 paroch w Leżachowie, od 1926 r. paroch w Kulikowie |
| 1926–1927                                                     | o. Jewgen Tymczyszyn                                          | ur. 1899 r., wyświęcony w 1926 r., w latach 1926–1927 administrator w Leżachowie, od 1927 administrator w Biliczu Górnym                                                                  |
| 1927–1945                                                     | o. Andrzej Nakoneczny                                         | ur. 1872 r., wyświęcony w 1900 r., w latach 1901–1905 wikariusz w Dachnowie, w latach 1905–1927 paroch w Zamiechowie, w latach 1927–1945 paroch w Leżachowie                              |